# Монастырь Лепавина
Ле́павина (серб. Манастир Лепавина) — монастырь Сербской православной церкви во имя Введения во храм Пресвятой Богородицы. Находится в одноимённом селе (община Соколовац) в северной Хорватии, недалеко от города Копривница.

## История

### С основания до Второй мировой войны
В местной летописи сообщается, что монастырь был построен около 1550 года, вскоре после основания первых сербских поселений в Верхней Славонии. Его основателем считается постриженник афонского монастыря Хиландар Ефрем Вукобрадович родом из Герцеговины, который с двумя монахами из Боснии построил небольшую деревянную церковь.
Турки и принявшие ислам жители сёл Ступчаница, Пакрац и Бела, в августе 1557 года под предводительством Зареп-аги Али напали на монастырь и сожгли его. Четверо монахов были убиты, а двое уведены в рабство.
В 1598 году постриженник Хиландара иеромонах Григорий с двумя монахами из монастыря Милешева (в Сербии) начал восстановление обители. Более благоприятные условия для строительства монастыря настали после того, как в 1630 году сербы-граничары, жившие на территории Военной границы, получили от правительства широкие привилегии и стали играть существенную роль в защите границ Габсбургской империи.
В 1636 году под руководством новоприбывшего архимандрита Виссариона начались масштабные работы по восстановлению монастыря, которые, несмотря на многочисленные трудности, были закончены к 1642 году.
В 1642 году барон Иоганн Галлер подтвердил право монастыря на владение всеми землями, подаренными ему жителями сёл Браньска и Сесвечаны. Особые жалованные грамоты монастырю дали тоже барон Зигмунд Эйбисвальд, воевода Гвозден, Георгий Доброевич, Блаже Пеяшинович и воевода Радован (5 февраля 1644 г.), барон Гонорий фон Трауттмансдорфф (10 июля 1644 г.) и граф Георг Людвиг фон Шварценберг (23 ноября 1644 г.).
История монастыря стала неотъемлемой частью истории сербского народа в Вараждинском генералате (военно-административном округе). Монастырь принимал участие в борьбе против попыток введения унии с Римско-католической церковью. Монахи боролись и за народные привилегии, и против общественной несправедливости. В 1666 г. монахи пострадали в подавлении восстания великого судьи Осмокруховича из г. Крижевцы; в 1672 г. братия монастыря вместе с монахами из обители Гомирье (всего 14 человек) были отправлены в оковах на галеры и на каторжные работы на Мальту. 13 ноября 1715 года на пороге монастырского храма был застрелен игумен Кодрат, что было последствием споров с окрестным униатским духовенством.
В конце 1692 — начале 1693 гг. в Лепавине непродолжительное время пребывал Сербский (Печьский) патриарх Арсений III Чарноевич. Здесь он собирал массы верующих и проповедовал, а также навещал окрестных воевод. Это ещё более повысило значимость Лепавины, которая, после передачи монастыря Марча униатам, стала важнейшим центром православия в районе.
Когда в 1734 году православные Вараджинского генералата получили право на своего архиерея, было решено, что его резиденция будет находиться в Лепавине, в то время как местопребыванием униатского епископа стал монастырь Марча. Так как Лепавина находилась на периферии сербских поселений, православная епископская кафедра была перенесена в г. Северин, а новообразованная сербская епархия получила название Лепавинско-Северинской. Первым её епископом стал преосвященный Симеон (Филипович), умерший позднее в следственной тюрьме в г. Копривница и похороненный в Лепавине — его смерть была ещё одним последствием навязывания унии местным православным жителям.
Несмотря на неблагоприятные обстоятельства во время правления императрицы Марии Терезии (православие даже на некоторое время было запрещено, а Лепавина должна была перейти к униатам) существующий монастырский храм был построен в первой половине XVIII века. Построением руководил архимандрит Никифор, бывший «протопоп Хорватии» и священник в с. Писаница, где ранее также воздвиг красивую церковь. 25 марта 1753 года новая церковь была освящена епископом Костайницко-Зринопольским Арсением (Теофановичем), который преимущественно проживал в Северине.
В 1941 году, при усташском режиме Независимого государства Хорватия, братство Лепавины было арестовано и отправлено в концентрационный лагерь, иеромонах Иоаким (Бабич) был убит, а остальные монахи изгнаны в Сербию. 27 октября 1943 года монастырь подвергся бомбардировке. Храм и монастырский корпус получили сильные повреждения. В пожаре погибли иконостас и всё церковное убранство — сохранилась только часть богатой монастырской библиотеки.

### После Второй мировой войны
После войны единственным насельником монастыря являлся о. Симеон (Сакуль), который частично отремонтировал обитель и возвратил похищенную собственность.
Усилиями епископа (впоследствии митрополита) Иоанна (Павловича), назначенного на кафедру в 1977 г., монастырь возвращает былое значение. Духовная связь с Хиландаром возобновилась с приходом в 1984 году в Лепавину афонского монаха Гавриила (Вучковича), который впоследствии стал её игуменом (с 1994 — архимандритом). Архимандрит Гавриил был настоятелем монастыря вплоть до своей смерти в 2017 году.
Помощь в восстановлении монастыря оказали Всемирный совет церквей, Евангелическая молодёжь из Вюртемберга и верующие Евангелическо-лютеранской церкви из Штутгарта.

## Монастырские сокровища
Монастырь славится чудотворной иконой Пресвятой Богородицы Лепавинской, делающей его важным паломническим местом. Икона написана в критско-венецианском стиле в начале XVI века. Неизвестно как она попала в монастырь, но местное предание утверждает, что образ был здесь пока обитель была ещё в стадии становления.
Одной из достопримечательностей монастыря был храмовой иконостас из 1775 г., произведение одного из лучших мастеров раннего сербского барокко Йована Четиревича-Грабована, уничтожен во Второй мировой войне, от которого уцелели только три картины. Кроме этих в храме хранятся иконы прп. Симеона Мироточивого, свт. Саввы Сербского и икона Введения во храм Пресвятой Богородицы, написанные в Лепавине в 1647 году.
Помимо икон огромную ценность представляют сохранившиеся в монастыре древние рукописи и печатные книги. Среди самых старых — два четвероевангелия XIII и XIV вв., сербско-рашского и македонского изводов. Книги писались и переписывались и в самом монастыре. Здесь же располагалась школа для молодых насельников монастыря и будущего духовенства.